# Hans Mayr
Pour les articles homonymes, voir Mayr.
Hans Mayr (né le 13 décembre 1921 à Freudenegg, Senden et mort le 3 août 2009 à Dreieich) est un syndicaliste allemand, homme politique et président d'IG Metall. En tant que membre du SPD, il est membre du Landtag du Bade-Wurtemberg de 1961 à 1964.

## Biographie
Ses racines profondes dans le mouvement syndical et la social-démocratie sont étroitement liées à sa carrière personnelle. Hans Mayr, né à Freudenegg près d'Ulm en 1921, grandit dans une famille ouvrière social-démocrate «classique». Après l'arrivée au pouvoir des nazis, ses parents sont harcelés pour appartenance à un parti. Hans Mayr doit se rendre au front en tant que soldat dans les dernières années de la guerre.
De retour de captivité, il rejoint IG Metall et le SPD et devient rapidement fonctionnaire à plein temps. Il travaille comme premier représentant de l'IG Metall à Göppingen et est élu membre du conseil exécutif en 1962. À partir de 1963, Mayr est principalement responsable de la politique de négociation collective et est considéré comme le grand tacticien de son syndicat. En 1972, il est élu deuxième président et en 1983 il succède à Eugen Loderer comme premier président; En 1986, il démissionne pour des raisons d'âge.
Il remporte ses plus grands succès en politique syndicale dans les années 80. Hans Mayr dirige l'IG dans une phase d'apparition du chômage de masse (1983-1986). L'objectif est de trouver des réponses à la crise économique et de l'emploi en matière de politique des salaires et du temps de travail et de faire respecter la semaine de 35 heures avec une compensation salariale intégrale. L'IG dirige plus d'un million d'employés en grève. Quand le gouvernement de Kohl a tente de faire passer en 1985 le paragraphe 116 de la loi sur la promotion du travail visant à réduire la capacité des syndicats à faire grève, il y a à nouveau une mobilisation massive de plus d'un million de travailleurs.
Le 20 novembre 1961, Mayr entre également au Landtag de Bade-Wurtemberg, dont il est membre jusqu'à la fin de la législature de 1964 pour la 1re circonscription de Göppingen, en succédant à Karl Riegel.